# 2018年法国网球公开赛
2018年法國網球公開賽是第116屆法國網球公開賽，以及2018年的第二项网球大满贯比赛。於2018年5月27日至6月10日在罗兰·加洛斯球场舉行。

## 各項賽事

### 女子單打
| 前任： 2017年法国网球公开赛     | 法国网球公开赛 2018年 | 繼任： 2019年法国网球公开赛     |
| 前任： 2018年澳大利亚网球公开赛 | 网球大满贯 2018年     | 繼任： 2018年温布尔登网球锦标赛 |